# Fontcouverte (Charente-Maritime)
Fontcouverte é uma comuna francesa na região administrativa da Nova Aquitânia, no departamento de Charente-Maritime. Estende-se por uma área de 11,58 km². Em 2010 a comuna tinha 2 376 habitantes (densidade: 205,2 hab./km²).